# Coba da Costa
Gomez  da Costa est un nom espagnol. Le premier nom de famille, en général paternel, est Gomez ; le second, en général maternel, souvent omis, est da Costa.
Coba Gomes da Costa, parfois simplement surnommé Coba, né le 26 juillet 2002 à La Mojonera en Espagne, est un footballeur espagnol qui joue au poste d'attaquant au Getafe CF.

## Carrière
Né en Espagne de parents originaires de Guinée-Bissau, Coba da Costa commence sa formation au La Mojonera CF, puis rejoint successivement l'UD Almería, l'UCD La Cañada Atlético et l'UD Maracena. Il fait ses débuts en équipe première avec l'UD Maracena en mars 2021. Par la suite, il s'engage avec le Berja CF, équipe réserve du CD El Ejido, évoluant en División de Honor Andaluza (D6 espagnole).
En juillet 2022, il tente une expérience à l'étranger en signant avec le club slovène du Tabor Sežana. Cependant, son temps de jeu limité le pousse à revenir en Espagne en décembre de la même année, où il rejoint l'UB Conquense en Tercera Federación (D5). Ses performances contribuent à la promotion de l'équipe en Segunda Federación.
En juillet 2024, il intègre le Getafe CF B, l'équipe réserve du Getafe CF. Ses prestations remarquées lui valent une promotion rapide en équipe première. Il fait ses débuts en Liga en novembre 2024 lors d'un match contre le Real Madrid au Santiago-Bernabéu, où il se distingue par sa performance malgré la défaite de son équipe (0-2).